# Harry Mulisch
Harry Kurt Victor Mulisch (Haarlem, 29 luglio 1927 – Amsterdam, 30 ottobre 2010) è stato uno scrittore, poeta, drammaturgo e saggista olandese.
Insieme a Willem Frederik Hermans e Gerard Reve, è considerato uno dei "Grandi Tre" della letteratura olandese del dopoguerra. Ha scritto romanzi, opere teatrali, saggi, poesie e riflessioni filosofiche.

## Biografia
Mulisch è nato a Haarlem e visse ad Amsterdam dal 1958. Il padre di Mulisch, Kurt Victor Karl Mulisch, era un suddito dell'Impero austro-ungarico emigrato nei Paesi Bassi dopo la Prima guerra mondiale. Durante l'occupazione tedesca dei Paesi Bassi nella Seconda Guerra Mondiale, Kurt Mulisch lavorava per una banca tedesca che si occupava anche di beni confiscati agli ebrei. La madre di Mulisch, Alice Schwarz, era ebrea. Mulisch e sua madre sfuggirono alla deportazione nei campi di concentramento grazie al fatto che il padre di Mulisch collaborava con i nazisti. Data la particolare composizione della sua famiglia, Mulisch ha affermato che lui è la Seconda guerra mondiale. Mulisch fu allevato in gran parte dalla governante dei suoi genitori, Frieda Falk.

## Temi delle sue opere
Un tema frequente nelle opere di Mulisch è la Seconda guerra mondiale. Durante la guerra suo padre lavorava per i tedeschi e, alla fine della guerra, trascorse tre anni in carcere. La guerra scoppiò quando Mulisch era ancora un ragazzo, segnandone profondamente la vita e le opere. Nel 1963 Mulisch scrisse un libro sul caso Eichmann: De zaak 40/61 (Il casο 40/61). Opere importanti ambientate durante la Seconda guerra mondiale sono De Aanslag (L'attentato), Het stenen bruidsbed (Il letto matrimoniale di pietra) e Siegfried.
Elementi che spesso si trovano negli scritti di Mulisch sono i miti e le leggende della mitologia greca (per esempio in De Elementen, Gli elementi), la mistica ebraica (in De ontdekking van de hemel, La scoperta del cielo, e De Procedure, La procedura), famose leggende urbane e temi politici (dal punto di vista politico Mulisch si colloca a sinistra, in particolare nell'aver sostenuto Fidel Castro sin dalla rivoluzione cubana).
Mulisch ha molti lettori e, secondo i suoi critici, fa sfoggio della sua cultura filosofica e scientifica.
Mulisch ha ottenuto riconoscimenti internazionali con il film De Aanslag (L'attentato, 1986), tratto dal romanzo omonimo. Il film ha vinto un Premio Oscar e un Golden Globe come miglior film straniero ed è stato tradotto in più di venti lingue.
Dal suo romanzo De ontdekking van de hemel (La scoperta del cielo, 1992) è stato tratto un film nel 2001, The Discovery of Heaven diretto da Jeroen Krabbé, interpretato da Stephen Fry.
Tra i molti premi ricevuti per singole opere e per tutta la sua opera, il più importante è il Prijs der Nederlandse Letteren (Premio della Letteratura Olandese), un premio ufficiale attribuito come riconoscimento alla sua carriera nel 1995.